# Saulgond
Saulgond é uma comuna francesa na região administrativa da Nova Aquitânia, no departamento de Charente. Estende-se por uma área de 27,36 km². Em 2010 a comuna tinha 540 habitantes (densidade: 19,7 hab./km²).